# Čarodějka z Portobella
Čarodějka z Portobella je román napsaný jako zápisky vyprávění několika málo lidí o Sherine Khalil neboli Athéně. Mezi vybrané patří její adoptivní matka Samira R. Khalil, její bývalý manžel Lukas Jessen-Petersen, páter Giancarlo Fontana a mnoho dalších. 

## Děj románu
Jak to vlastně bylo s Athénou neboli Sherine Khalil?
Její matka a otec si dlouho přáli mít vlastní dítě, ale nepovedlo s jim to. Nakonec se rozhodli pro adopci. A protože měli vlivné přátele a na adopci spěchali. Někdo jim poradil, že v Rumunsku si mohou dítě sami vybrat a bude to nejrychlejší. Samira si jednu holčičku hned oblíbila. Tak si jí hned odvezli domů. Vychovávali jí podle libanonských zvyků, chodila do kostela a studovala na Americké škole v Bejrútu.
Jednoho dne měla Sherine vidění krve. Matka jí nevěřila a myslela že dcera dostala první menstruaci. Což se nepotvrdilo a Sherine až do vyčerpání křičela o krvi a pak tvrdě usnula. Nazítří se její předpověď splnila. Čtyři lidé byli zavražděni. Od tohoto dne začalo v Libanonu hotové peklo a celá situace se vymykala kontrole. Celý rok rodina zůstávala doma a čekala až se situace zlepší. Sherine pořád opakovala. Bude to trvat moc dlouho. A měla pravdu.
Jednou když měla Sherine zase to svoje vnuknutí. Tancovala a říkala. Bude to trvat dlouho moc dlouho. Otec jí pozorně poslouchal a pak se rozhodl celou rodinu přestěhovat do Londýna.Kde Sherine studovala univerzitu a poznala svého nastávajícího Lukase Jessen-Petersena. Každé ráno před přednáškami navštěvovala místní kostel a zpívala před obrazem Panny Marie. To byl její styl jak se modlit. Jednoho dne se rozhodla, že nepotřebuje mít vysokoškolský titul z oboru který ji nezajímá a ze školy ze dne na den odešla.
Jindy měla vidění, že jí bůh žádá, aby se stala matkou. Zanedlouho se s Lukasem vzali a narodil s jim synek, kterého nechali pokřtít rumunským jménem Viorel. Mladé rodině chyběli finance a rodiče je nepodporovali, protože jejich sňatek neschvalovali. Lukas musel přerušit studium na univerzitě a začít vydělávat. Jelikož neměl ukončené vzdělání nebylo možné z výplaty dlouhodobě vyžít. Začali hádky a jeho odchody z bytu.
Jednou se tak nazlobil na Sherine, že se stará více o syna než o něj, že odešel a vrátil se až ráno s myšlenkou, že takhle už to dál nejde a že se musejí rozejít. Sherine mlčky trpěla, přikývla a hned se odstěhovala. Snad kdyby o něj bojovala, tak by se nerozvedli. Za dva měsíce podepsali rozvodové papíry.
Sherine s pocitem, že se jí zase jedna rodina rozpadla, zašla na ranní mši. Na konci bohoslužby čekala před farářem, aby přijala tělo páně. Ale byla poslána pryč. Protože rozvedeným ženám není dovoleno přijímat tělo páně. To jí velice rozhněvalo. Čekala útěchu a dostalo se jí vyloučení z přijímání. Hlasem plným nenávisti proklela kostel a odešla se domů vyplakat. Zase další místo odkud jí vyloučili.
Po této zkušenosti začala hledat svou biologickou matku. Chtěla vědět proč jí opustila. Dlouho přemlouvala rodiče, aby jí pověděli z kterého sirotčince si jí odvezli. Po chvíli naléhání a vyhledávání se dozvěděla co potřebovala a vydala se na cestu do Rumunska.
V Transylvánii se potkala s Lilianou svou biologickou matkou. Dozvěděla se, že jí matka musela dát do sirotčince, protože její otec byl gadža (bílý muž) a komunita by Lilianu vyhnala, kdyby si dítě ponechala. Na rozloučenou se pevně objali a usmířili. Lilian řekla Sherine, že jí vždycky milovala a milovat bude a Sherine byla spokojená. Vrátila se do Londýna za synem a svou adoptivní matkou Samirou.
V Londýně se chtěla trošičku zdržet. Peněz měla dost, z prodejů nemovitostí a tak si užívala. Jednoho dne jí navštívila divadelní herečka Andrea McCain s prosbou o pomoc s přípravou divadelní hry o ženské tváři Boha. Od přítele se dozvěděla, že Sherine byla delší čas v poušti studovat Kaligrafii a v balkánských horách sbírat informace o cikánech.
Spolupráce s divadelním kolektivem se oboustranně moc osvědčila a tak jí nabídli jestli by je nevyučovala tomu co se naučila. Sherine souhlasila a okruh zájemců se začal rozšiřovat. Učila napojení se na svůj osobní VRCHOL pomocí tance a zvuku bubnů.
Skupina se rychle rozrůstala. Nejdříve se scházeli u Sherine v bytě. Po krátké době začali hledat nové prostory. Jeden z účastníků jim nabídl bezplatný pronájem sálu. Za nějaký čas byla skupina tak veliká, že se před vraty sálu tvořili fronty. Tou dobu si hloučků lidí všiml reverend Ian Buck a znelíbilo se mu to. Podal na ni trestní stíhání a tou dobou začala Sherine dostávat výhrůžné dopisy.
Situace s výhrůžnými dopisy došla až tak daleko, že nejdříve začala Sherine chodit ven s osobní ochrankou a pak už se stala neudržitelnou a Sherine se nechala fingovaně zavraždit a odjela do ciziny. Jen nejbližší rodina a přítel ze Scotland Yardu věděli, že je naživu a kde se skrývá. 